# サイボーグ009VSデビルマン
- サイボーグ009 > サイボーグ009 (アニメ) > サイボーグ009VSデビルマン
- デビルマン > サイボーグ009VSデビルマン

『サイボーグ009VSデビルマン』（サイボーグゼロゼロナイン バーサス デビルマン）は、2015年10月17日より「イベント上映」という形式で2週間限定で公開されたアニメ作品。全3話。
石ノ森章太郎の代表作である漫画『サイボーグ009』の作画アシスタント経験も持つ永井豪の代表作『デビルマン』との、クロスオーバー作品となる。

## 概要
当初は2015年春に「009の新作映像を今秋公開予定」とのみ発表されていたが、同年4月に「新作アニメーションを公開予定」と発表していたデビルマンとのクロスオーバー作品であることが同年6月19日に正式に発表された。
公開期間中には、上映劇場にて全話収録盤『サイボーグ009VSデビルマン コンプリートBlu-ray』が個数限定で先行販売された。

## 登場キャラクター

### 『サイボーグ009』の登場キャラクター
時系列は、ミュートス・サイボーグ編から地下帝国ヨミ編の間に当たる。イワンが発した「悪魔」というキーワードをブラックゴーストと捉えたうえ、オリンポスの神々を模したミュートス・サイボーグと戦った後だったため、デーモンやデビルマンのことを「神の次は悪魔（というコンセプトでブラックゴーストが開発した新サイボーグか）」と当初は思っていた。
漫画版では9人のサイボーグ戦士とギルモア博士が未来の世界に飛ばされる。
- 009/島村ジョー - 福山潤
- 001/イワン・ウイスキー - 白石晴香
- 002/ジェット・リンク - 前野智昭
- 003/フランソワーズ・アルヌール - M・A・O
- 004/アルベルト・ハインリヒ - 東地宏樹
- 005/ジェロニモ・ジュニア - 小山剛志
- 006/張々湖 - 水島裕
- 007/グレート・ブリテン - 郷田ほづみ
- 008/ピュンマ - 岡村歩
- アイザック・ギルモア - 牛山茂
- アポロン - 石田彰[5]
- ヘレナ - 本名陽子
- スカール

### 『デビルマン』の登場キャラクター
時系列は、ジンメン戦から了とサイコジェニーの接触の間に当たる。本作品では『サイボーグ009』と『デビルマン』は同一世界という設定であり、それぞれ敵と戦っていた。009たちを機械と融合したデーモンと考えたことから、戦うようになる。その後、美樹が拉致されたことを契機に、ブラックゴーストのアダムス博士一派がデーモンに加担していることを突き止めた。
漫画版では不動明、飛鳥了、牧村美樹が未来の世界に飛ばされる。
- 不動明/デビルマン - 浅沼晋太郎[9]
- 牧村美樹 - 早見沙織[9]
- 飛鳥了 - 日野聡[9]
- ジンメン - 大塚芳忠
- サッちゃん - 榎本温子
- サイコジェニー

### ハイティーン・ナンバー関連
ハイティーン・ナンバーは全員が加速装置を持ち、アドバンスドカスタムという自己修復能力を備えている。
ナンバリングは、0010から0013の存在も踏まえられている（小説版では、彼らとの戦いについて触れられている）。サイボーグ0018については、#サイバネティックデーモンを参照。
サイボーグ0014 / エドワード・アダムス
声 - 細谷佳正
ハイティーン・ナンバーのリーダー格。アダムス博士の息子にして研究者だったが、実験中に事故に遭い、サイボーグ化する。イギリス出身。
キャラクターベースは『幻魔大戦-神話前夜の章-』のルーフ。
サイボーグ0015 / エバ・マリア・パラレス
声 - 寿美菜子
明と美樹のクラスに来た転校生。ハイティーン・ナンバーのサイボーグであり、イワンと似たテレキネシスを持っている。
キャラクターベースは『サイボーグ009・移民編』のリナ。元々は、『ドンキッコ』のドンキッコの姉のあやめをモデルにしようとする案もあった。
サイボーグ0016 / カイン
本名はジョン・ケーン・スミス。プラズマミサイルやマイクロキャノンなど全身武器を内蔵し、強固な装甲を持つサイボーグ。アメリカ出身。
キャラクターベースは『鉄面探偵ゲン』のゲンおよび『氷河戦士ガイスラッガー』のオノ・リキ。元々は、別のキャラクターをモチーフにしようとしていたが、使えず『鉄面探偵ゲン』のゲンに変更したことがあかされている。
サイボーグ0017 / アベル
声 - 田村睦心
氷結能力を操る子供の姿のサイボーグ。子供ならではの残忍さを持つ。カナダ極秘施設出身。
キャラクターベースは『ドンキッコ』のドンキッコ。
アダムス・トイペル博士
声 - 立木文彦
ブラックゴーストの研究者。自己修復能力を持つアドバンスドカスタムを完成させるが、さらに究極のサイボーグを作り出すために悪魔と手を組む。
キャラクターベースは『人造人間キカイダー』のプロフェッサー・ギル。

### デーモン族
人間の体を乗っ取り出現する。乗っ取られた人間は事実上死亡する。新規のデーモンは、永井豪によって新たにデザインされている。勇者アトゥンについては、#サイバネティックデーモンを参照。
リリス
声 - 園崎未恵
ヒッピーの女性を乗っ取る。植物のような姿をした女性型デーモン族。触手で攻撃し、男性に幻覚を見せることができ、ネクロマンサー（使役術師）の能力で人間をシュディム（悪霊）に変えることができる。
パズズ
コンビニの男性店員を乗っ取る。アモンとの因縁を持つ、羽根が背中に一対であることを除けば伝承にあるパズズそのものの姿をしたデーモン族。デビルマンと戦闘を繰り広げある程度の傷を負わせるが、力及ばず胴体を両断され敗れる。

### サイバネティックデーモン
サイバネティックデーモン
声 - 下野紘
アダムス博士がセトの身体とアトゥンの生命を用いて作り出した、悪魔改造人間。その結果、セトともアトゥンとも違う生命体となった。アダムス博士を殺しエバにも手をかけようとするが、セトとしての意識があったためか止めは刺さずにデーモン族の姿に変身してアモン（デビルマン）に戦いを挑む。悪魔の能力に加え、サイボーグとしての再生能力と加速装置の超スピードによりデビルマンを追い詰める。戦いの最中に自己修復能力を無効にするアンチエネルギーを照射された影響かアトゥンの意識が抑えられ、セトの身体に一対の翼が生えた天使のような姿に変化。悪魔の時以上の圧倒的な力を発揮したがエバによりセトの魂が解放されたことでデーモンとしてのアトゥンに戻ってしまう。本人は呪縛から解放されたと喜んだがこれにより再生能力を失いダメージを負うようになってしまう。009の援護を受けたデビルマンにより最後は焼き尽くされる。
サイボーグ0018 / セト
エバの弟。通常の治療で回復できない身体のため、悪魔融合のために利用される。
キャラクターベースは『章太郎のファンタジーワールド・ジュン』のジュン。
勇者アトゥン
勇者アモンに恨みを持つ、デーモン族で一、二を争う勇者。人間界で肉体を得るためにアダムス博士を利用する。
永井豪のデザインに、山根宰が『変身忍者 嵐』の要素を組み込んだことが明かされている。

### 漫画版のみの登場キャラクター
ブラックゴーストの末裔
未来の世界で明と了を召喚したブラックゴーストの末裔。9人のサイボーグたちによって未来の世界が壊滅したことを告げる。
アユミ
悪魔人間側にいる少女。未来の美樹の墓を明に教えるが、雷沼博士のスパイであり、その正体はサイコジェニー。
雷沼博士（らいぬまはかせ） / 魔将軍ザン
サイボーグ戦士たちを未来に呼び寄せた博士。悪魔によって未来の世界が壊滅したことを告げる。正体は今回の黒幕である魔将軍ザン。

## スタッフ
- 原作 - 石ノ森章太郎 / 永井豪
- 監督・絵コンテ - 川越淳[16]
- スーパーバイザー - 小野寺章（石森プロ）、永井隆（ダイナミック企画）
- 構成・脚本 - 早川正
- ディレクター・演出 - 工藤寛顕
- キャラクターデザイン - 伊藤岳史
- 作画監督 - 伊藤岳史、小倉典子
- デーモンデザイン - 山根宰、山下将仁
- デザインワークス - 堀井敏之、小川浩
- 美術監督 - 北畠太郎（第1話）、大西穣（第2話）、李凡善（第3話）
- 美術設定 - 坂本信人
- 色彩設計 - 原田幸子
- 撮影監督 - 阿部安彦
- CGワークス - シフト・アール
- 編集 - 吉武将人
- 音響監督 - なかのとおる
- 音響効果 - 神保大介
- 音響制作 - HALF H・P STUDIO
- 音楽 - 栗山善親、寺田志保、横関敦
- 音楽制作 - ランティス
- プロデューサー - 田嶋秀樹（石森プロ）、南喜長
- アニメーションプロデューサー - 丸山俊平
- アニメーション制作 - ビーメディア、アクタス
- 製作 - サイボーグ009VSデビルマン製作委員会
- 配給 - ティ・ジョイ

## 主題歌
オープニング・エンディング共に歌唱はJAM Project。本作品公開期間中には、上映劇場にてCDシングルを先行販売。『THUNDERBIRD 〜JAM Project BEST COLLECTION XII〜』に収録。
オープニングテーマ「サイボーグ009 〜Nine Cyborg Soldiers〜」
作詞・作曲 - きただにひろし / 編曲 - 鈴木マサキ
『009』をモチーフにした楽曲。
エンディングテーマ「DEVIL MIND 〜愛は力〜」
作詞・作曲 - 遠藤正明 / 編曲 - 栗山善親、横関敦
『デビルマン』をモチーフにした楽曲。

## 漫画版
2015年10月から2016年2月まで、『水曜日のシリウス』で吉富昭仁によるオリジナルストーリーの漫画版『サイボーグ009VSデビルマン BREAKDOWN』（サイボーグゼロゼロナイン バーサス デビルマン ブレイクドーン）が連載された。単行本は講談社（シリウスKC）から全1巻で2016年4月8日に発売（ISBN 978-4-06-390625-7）。
不動明と飛鳥了、島村ジョー達のサイボーグ戦士は、ある日突然それぞれ、人類の生き残り達から未来の世界に呼び寄せられ、互いが過去で人類の生存をかけて戦っていたことを告げられる。明達は未来を破滅に導いたのは9人のサイボーグだと聞かされ、何れ起こる過去で人間によって美樹が殺されることを知り、ジョー達は未来を破滅に導いたのは悪魔（悪魔人間）だと聞かされ、過去の自分達も悪魔によって殺されていたことを知る。

## 小説版
サイボーグ009VSデビルマン トゥレチェリイズ〜裏切り者たち〜
KADOKAWA発行（角川文庫）、2015年9月24日に発売（ISBN 978-4-04-103157-5）。著者は早川正。
OVAの前日譚となり、009は0013戦とオーロラ作戦、デビルマンは闇の蜘蛛編をベースにしている。

## ラジオ
2017年8月6日 - 8月26日に『サイボーグ009VSデビルマンVSラジオ』のタイトルで、毎週日曜、文化放送・超!A&G+で放送の「A&Gリクエストアワー 阿澄佳奈のキミまち!」のフロート番組（11:35 - 11:45頃）として放送していた。パーソナリティは、M・A・O（003/フランソワーズ・アルヌール 役）、浅沼晋太郎（不動明 役）。